# Sarcocystos
Sarcocystos är en parasitsjukdom hos andfåglar och har i Norden setts sporadiskt hos gräsand, kricka och bläsand. Parasiternas vilostadium kan ses som risgrynslika förändringar i ändernas bröstmuskulatur. Parasiterna påverkar normalt inte ändernas flygförmåga.